# Zhob (rzeka)
Zhob (urdu ژوب, Żob) – rzeka w zachodnim Pakistanie, w prowincji Beludżystan, w dorzeczu Indusu.
Zhob płynie w kierunku północno-wschodnim, a jego ujście znajduje się na rzece Gumal. Długość rzeki wynosi 386 km.